# Ameriška katalpa
Ameriška katalpa ali cigarar (znanstveno ime Catalpa bignonioides) je okrasno drevo, ki izvira iz jugovzhoda ZDA, kasneje pa se je kot okrasno drevo razširila po vsem svetu.

## Opis
Ameriška katalpa zraste v višino od 15 - 18 m in ima premer debla do 1 m. Skorja drevesa je siva in pri odraslih primerkih razpoka na večje plošče. Krošnja je običajno nepravilnih oblik, veje pa so krhke. Sok drevesa je grenak.
Listi so srčaste oblike, dolgi med 20 in 30 cm ter široki med 15 in 20 cm. Drevo odganja pozno, listi pa iz glavnih žil izločajo poseben nektar. Drevo je priljubljeno zaradi lepih, trobentasto oblikovanih cvetov, s premerom med 2,5 in 4 cm, ki so v zbrani v grozdih po 20 do 40 cvetov. V Sloveniji cveti med junijem in julijem, njen vonj pa naj bi celo odganjal muhe in komarje